# Neoplan N4411
Neoplan N4411 – niskopodłogowy autobus klasy MIDI, należący do rodziny Neoplan Centroliner. Produkowany był równolegle z modelami Neoplan N4407 i Neoplan N4409 o innej długości. Seria spełniała wymagania trzeciej generacji autobusów.
Charakterystycznym dla autobusów tej serii stał się futurystyczny wygląd ściany przedniej oraz wysoka linia okien, sięgająca aż po dach.
W 2007 roku jeden autobus tego typu nabyło przedsiębiorstwo komunikacyjne w Puławach.